# 도로시 더글라스 램버트 챔버스
도로시 더글라스 램버트 챔버스(Dorothea Douglass Lambert Chambers, 1878년 9월 3일 – 1960년 1월 7일)는 영국의 테니스 선수다. 그녀는 1908년 하계 올림픽에서 7개의 윔블던 여자 단식 타이틀을 획득했다.